# Classifica dei marcatori della Serie A

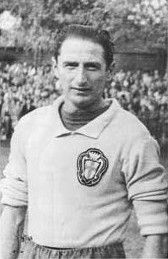
Silvio Piola è il migliore marcatore di sempre nella storia della Serie A con 274 gol, messi a segno tra il 1929 e il 1954

## Classifica dei marcatori dei campionati di Serie A
Di seguito è riportata la classifica dei 100 giocatori che nella storia della Serie A del campionato italiano di calcio hanno realizzato più reti.
L'elenco tiene conto dei campionati a girone unico, a partire dal campionato 1929-30. Non vengono considerati nell'elenco il campionato Alta Italia del 1944 e il campionato misto di Serie A-B del 1945-46, svoltisi entrambi a gironi.
In grassetto sono indicati i calciatori attualmente militanti in Serie A.
Elenco aggiornato al termine della stagione 2024-25.
| Pos. | Naz.                                     | Nome                 | Reti | Pres. | Media | Anni                                             | Reti per squadra |
| ---- | ---------------------------------------- | -------------------- | ---- | ----- | ----- | ------------------------------------------------ | --- |
| 1    | Italia (bandiera)                        | Silvio Piola         | 274  | 537   | 0,51  | 1929-1943, 1946-1947, 1948-1954                  | 51 Pro Vercelli, 143 Lazio, 10 Juventus, 70 Novara                                                                                |
| 2    | Italia (bandiera)                        | Francesco Totti      | 250  | 619   | 0,39  | 1992-2017                                        | 250 Roma |
| 3    | Svezia (bandiera)                        | Gunnar Nordahl       | 225  | 291   | 0,77  | 1949-1958                                        | 210 Milan, 15 Roma |
| 4    | Italia (bandiera)                        | Giuseppe Meazza      | 216  | 367   | 0,59  | 1929-1943, 1946-1947                             | 197 Inter, 9 Milan, 10 Juventus                                                                                                   |
| 4    | Brasile (bandiera) · Italia (bandiera)   | José Altafini        | 216  | 456   | 0,47  | 1958-1976                                        | 120 Milan, 71 Napoli, 25 Juventus                                                                                                 |
| 6    | Italia (bandiera)                        | Antonio Di Natale    | 209  | 445   | 0,47  | 2002-2016                                        | 18 Empoli, 191 Udinese |
| 7    | Italia (bandiera)                        | Roberto Baggio       | 205  | 452   | 0,45  | 1985-2004                                        | 39 Fiorentina, 78 Juventus, 12 Milan, 22 Bologna, 9 Inter, 45 Brescia                                                             |
| 8    | Italia (bandiera)                        | Ciro Immobile        | 201* | 353*  | 0,57  | 2008-2010, 2012-2014, 2016-2024, 2025-*          | 5 Genoa, 27 Torino, 169 Lazio |
| 9    | Svezia (bandiera)                        | Kurt Hamrin          | 190  | 400   | 0,48  | 1956-1971                                        | 8 Juventus, 20 Padova, 150 Fiorentina, 9 Milan, 3 Napoli                                                                          |
| 10   | Italia (bandiera)                        | Giuseppe Signori     | 188  | 344   | 0,55  | 1991-2004                                        | 11 Foggia, 107 Lazio, 3 Sampdoria, 67 Bologna                                                                                     |
| 10   | Italia (bandiera)                        | Alessandro Del Piero | 188  | 478   | 0,39  | 1993-2006, 2007-2012                             | 188 Juventus |
| 10   | Italia (bandiera)                        | Alberto Gilardino    | 188  | 514   | 0,37  | 1999-2014, 2015-2017                             | 3 Piacenza, 5 Verona, 50 Parma, 36 Milan, 52 Fiorentina, 19 Genoa, 13 Bologna, 10 Palermo                                         |
| 13   | Argentina (bandiera)                     | Gabriel Batistuta    | 183  | 318   | 0,58  | 1991-1993, 1994-2003                             | 151 Fiorentina, 30 Roma, 2 Inter                                                                                                  |
| 14   | Italia (bandiera)                        | Fabio Quagliarella   | 182  | 556   | 0,33  | 1999-2000, 2001-2002, 2005-2023                  | 3 Ascoli, 102 Sampdoria, 25 Udinese, 11 Napoli, 23 Juventus, 18 Torino                                                            |
| 15   | Italia (bandiera)                        | Giampiero Boniperti  | 178  | 443   | 0,40  | 1946-1961                                        | 178 Juventus |
| 16   | Italia (bandiera)                        | Amedeo Amadei        | 174  | 423   | 0,41  | 1936-1943, 1946-1956                             | 85 Roma, 42 Inter, 47 Napoli |
| 17   | Italia (bandiera)                        | Giuseppe Savoldi     | 168  | 405   | 0,41  | 1965-1980                                        | 17 Atalanta, 96 Bologna, 55 Napoli                                                                                                |
| 18   | Italia (bandiera)                        | Guglielmo Gabetto    | 164  | 324   | 0,51  | 1934-1943, 1946-1949                             | 84 Juventus, 80 Torino |
| 19   | Italia (bandiera)                        | Roberto Boninsegna   | 163  | 366   | 0,44  | 1965-1979                                        | 5 Varese, 23 Cagliari, 113 Inter, 22 Juventus                                                                                     |
| 20   | Italia (bandiera)                        | Luca Toni            | 157  | 344   | 0,46  | 2000-2003, 2004-2007, 2010-2011, 2012-2016       | 9 Vicenza, 15 Brescia, 20 Palermo, 55 Fiorentina, 5 Roma, 3 Genoa, 2 Juventus, 48 Verona                                          |
| 21   | Svezia (bandiera)                        | Zlatan Ibrahimović   | 156  | 283   | 0,55  | 2004-2009, 2010-2012, 2020-2023                  | 23 Juventus, 57 Inter, 76 Milan                                                                                                   |
| 21   | Italia (bandiera)                        | Gigi Riva            | 156  | 289   | 0,54  | 1964-1976                                        | 156 Cagliari |
| 21   | Italia (bandiera)                        | Filippo Inzaghi      | 156  | 370   | 0,42  | 1995-2012                                        | 2 Parma, 24 Atalanta, 57 Juventus, 73 Milan                                                                                       |
| 21   | Italia (bandiera)                        | Roberto Mancini      | 156  | 541   | 0,29  | 1981-2000                                        | 9 Bologna, 132 Sampdoria, 15 Lazio                                                                                                |
| 25   | Brasile (bandiera)                       | Luís Vinício         | 155  | 348   | 0,45  | 1955-1968                                        | 69 Napoli, 17 Bologna, 68 Lanerossi Vicenza, 1 Inter                                                                              |
| 25   | Italia (bandiera)                        | Carlo Reguzzoni      | 155  | 401   | 0,39  | 1929-1943, 1947-1948                             | 14 Pro Patria, 141 Bologna |
| 27   | Ungheria (bandiera)                      | István Nyers         | 153  | 236   | 0,65  | 1948-1956                                        | 133 Inter, 20 Roma |
| 27   | Argentina (bandiera)                     | Hernán Crespo        | 153  | 340   | 0,45  | 1996-2003, 2004-2005, 2006-2012                  | 72 Parma, 39 Lazio, 27 Inter, 10 Milan, 5 Genoa                                                                                   |
| 29   | Italia (bandiera)                        | Adriano Bassetto     | 149  | 329   | 0,45  | 1946-1958                                        | 92 Sampdoria, 56 Atalanta, 1 Vicenza                                                                                              |
| 30   | Argentina (bandiera) · Italia (bandiera) | Omar Sívori          | 147  | 278   | 0,53  | 1957-1969                                        | 135 Juventus, 12 Napoli |
| 31   | Italia (bandiera)                        | Christian Vieri      | 142  | 264   | 0,54  | 1991-1997, 1998-2005, 2006-2009                  | 1 Torino, 11 Atalanta, 8 Juventus, 12 Lazio, 103 Inter, 1 Milan, 6 Fiorentina                                                     |
| 31   | Italia (bandiera)                        | Benito Lorenzi       | 142  | 330   | 0,43  | 1947-1959                                        | 138 Inter, 4 Alessandria |
| 31   | Italia (bandiera)                        | Marco Di Vaio        | 142  | 342   | 0,42  | 1994-2004, 2008-2012                             | 3 Lazio, 12 Salernitana, 41 Parma, 18 Juventus, 3 Genoa, 65 Bologna                                                               |
| 31   | Italia (bandiera)                        | Paolo Pulici         | 142  | 401   | 0,35  | 1967-1985                                        | 134 Torino, 5 Udinese, 3 Fiorentina                                                                                               |
| 35   | Italia (bandiera)                        | Vincenzo Montella    | 141  | 288   | 0,49  | 1996-2009                                        | 58 Sampdoria, 83 Roma |
| 36   | Danimarca (bandiera)                     | John Hansen          | 139  | 214   | 0,65  | 1948-1955                                        | 124 Juventus, 15 Lazio |
| 36   | Italia (bandiera)                        | Enrico Chiesa        | 139  | 380   | 0,36  | 1988-1989, 1992-1993, 1994-2008                  | 24 Sampdoria, 14 Cremonese, 33 Parma, 34 Fiorentina, 2 Lazio, 32 Siena                                                            |
| 38   | Italia (bandiera)                        | Sergio Brighenti     | 136  | 311   | 0,44  | 1952-1965                                        | 20 Inter, 13 Triestina, 50 Padova, 43 Sampdoria, 10 Modena                                                                        |
| 39   | Italia (bandiera)                        | Roberto Pruzzo       | 133  | 331   | 0,40  | 1973-1989                                        | 27 Genoa, 106 Roma |
| 40   | Italia (bandiera)                        | Alessandro Altobelli | 132  | 337   | 0,39  | 1977-1989                                        | 128 Inter, 4 Juventus |
| 41   | Italia (bandiera)                        | Felice Borel         | 131  | 257   | 0,51  | 1932-1947                                        | 124 Juventus, 7 Torino |
| 42   | Italia (bandiera)                        | Ezio Pascutti        | 130  | 296   | 0,44  | 1955-1969                                        | 130 Bologna |
| 42   | Italia (bandiera)                        | Francesco Graziani   | 130  | 353   | 0,37  | 1973-1987                                        | 97 Torino, 14 Fiorentina, 12 Roma, 7 Udinese                                                                                      |
| 44   | Italia (bandiera)                        | Roberto Bettega      | 129  | 326   | 0,4   | 1970-1983                                        | 129 Juventus |
| 44   | Argentina (bandiera)                     | Paulo Dybala         | 129* | 348*  | 0,37  | 2012-2013, 2014-*                                | 16 Palermo, 82 Juventus, 31 Roma                                                                                                  |
| 46   | Italia (bandiera)                        | Gianni Rivera        | 128  | 527   | 0,24  | 1958-1979                                        | 6 Alessandria, 122 Milan |
| 47   | Ucraina (bandiera)                       | Andrij Ševčenko      | 127  | 226   | 0,56  | 1999-2006, 2008-2009                             | 127 Milan |
| 48   | Argentina (bandiera)                     | Gonzalo Higuaín      | 125  | 224   | 0,56  | 2013-2018, 2019-2020                             | 71 Napoli, 48 Juventus, 6 Milan                                                                                                   |
| 49   | Colombia (bandiera)                      | Duván Zapata         | 124* | 326*  | 0,38  | 2013-*                                           | 11 Napoli, 18 Udinese, 11 Sampdoria, 69 Atalanta, 15 Torino                                                                       |
| 49   | Italia (bandiera)                        | Pietro Ferraris II   | 124  | 469   | 0,26  | 1929-1950                                        | 20 Pro Vercelli, 13 Napoli, 43 Inter, 28 Torino, 20 Novara                                                                        |
| 51   | Francia (bandiera)                       | David Trezeguet      | 123  | 214   | 0,57  | 2000-2006, 2007-2010                             | 123 Juventus |
| 51   | Italia (bandiera)                        | Gianluca Vialli      | 123  | 325   | 0,38  | 1984-1996                                        | 85 Sampdoria, 38 Juventus |
| 53   | Italia (bandiera)                        | Domenico Berardi     | 122* | 314*  | 0,39  | 2013-2024, 2025-*                                | 122 Sassuolo |
| 53   | Italia (bandiera)                        | Renzo Burini         | 122  | 330   | 0,37  | 1947-1959                                        | 87 Milan, 35 Lazio |
| 55   | Argentina (bandiera)                     | Mauro Icardi         | 121  | 219   | 0,55  | 2012-2019                                        | 10 Sampdoria, 111 Inter |
| 56   | Italia (bandiera)                        | Ettore Puricelli     | 120  | 212   | 0,57  | 1938-1949                                        | 80 Bologna, 40 Milan |
| 56   | Italia (bandiera)                        | Cristiano Lucarelli  | 120  | 302   | 0,40  | 1997-1998, 1999-2003, 2004-2007, 2008, 2009-2012 | 5 Atalanta, 27 Lecce, 10 Torino, 73 Livorno, 4 Parma, 1 Napoli                                                                    |
| 58   | Italia (bandiera)                        | Gino Pivatelli       | 118  | 255   | 0,46  | 1953-1963                                        | 104 Bologna, 3 Napoli, 11 Milan                                                                                                   |
| 59   | Argentina (bandiera)                     | Abel Balbo           | 117  | 253   | 0,46  | 1989-2002                                        | 32 Udinese, 78 Roma, 4 Parma, 3 Fiorentina                                                                                        |
| 60   | Italia (bandiera)                        | Sandro Mazzola       | 116  | 417   | 0,28  | 1960-1977                                        | 116 Inter |
| 61   | Argentina (bandiera)                     | Lautaro Martínez     | 115* | 237*  | 0,48  | 2018-*                                           | 115 Inter |
| 61   | Italia (bandiera)                        | Giampaolo Pazzini    | 115  | 383   | 0,30  | 2004-2016, 2017-2018, 2019-2020                  | 3 Atalanta, 25 Fiorentina, 36 Sampdoria, 16 Inter, 21 Milan, 14 Verona                                                            |
| 63   | Italia (bandiera)                        | Andrea Belotti       | 114  | 348   | 0,33  | 2014-2025                                        | 6 Palermo, 100 Torino, 3 Roma, 3 Fiorentina, 2 Como                                                                               |
| 64   | Belgio (bandiera)                        | Dries Mertens        | 113  | 295   | 0,38  | 2013-2022                                        | 113 Napoli |
| 64   | Italia (bandiera)                        | Nicola Amoruso       | 113  | 380   | 0,30  | 1993-1994, 1995-2010                             | 3 Sampdoria, 14 Padova, 9 Juventus, 11 Perugia, 10 Napoli, 6 Como, 5 Modena, 5 Messina, 40 Reggina, 4 Torino, 5 Parma, 1 Atalanta |
| 66   | Uruguay (bandiera)                       | Edinson Cavani       | 112  | 213   | 0,53  | 2007-2013                                        | 34 Palermo, 78 Napoli |
| 66   | Italia (bandiera)                        | Antonio Cassano      | 112  | 400   | 0,28  | 1999-2006, 2007-2016                             | 6 Bari, 39 Roma, 36 Sampdoria, 7 Milan, 7 Inter, 17 Parma                                                                         |
| 66   | Italia (bandiera)                        | Sergio Pellissier    | 112  | 459   | 0,24  | 2002-2007, 2008-2019                             | 112 Chievo |
| 69   | Italia (bandiera)                        | Riccardo Carapellese | 111  | 315   | 0,35  | 1946-1957                                        | 52 Milan, 28 Torino, 9 Juventus, 22 Genoa                                                                                         |
| 70   | Italia (bandiera)                        | Lorenzo Bettini      | 110  | 270   | 0,41  | 1952-1963                                        | 8 Palermo, 9 Roma, 67 Udinese, 15 Lazio, 9 Inter, 2 Modena                                                                        |
| 70   | Italia (bandiera)                        | Carlo Galli          | 110  | 305   | 0,36  | 1949-1966                                        | 16 Palermo, 40 Roma, 47 Milan, 3 Genoa, 4 Lazio                                                                                   |
| 70   | Italia (bandiera)                        | Giovanni Ferrari     | 110  | 315   | 0,35  | 1929-1942                                        | 17 Alessandria, 68 Juventus, 23 Inter, 2 Bologna                                                                                  |
| 70   | Italia (bandiera)                        | Bruno Giordano       | 110  | 319   | 0,34  | 1975-1992                                        | 68 Lazio, 23 Napoli, 12 Ascoli, 7 Bologna                                                                                         |
| 70   | Italia (bandiera)                        | Giuseppe Baldini     | 110  | 346   | 0,32  | 1939-1955                                        | 8 Fiorentina, 6 Inter, 71 Sampdoria, 6 Genoa, 19 Como                                                                             |
| 75   | Italia (bandiera)                        | Aldo Boffi           | 109  | 163   | 0,67  | 1936-1943                                        | 109 Milan |
| 75   | Italia (bandiera)                        | Angelo Schiavio      | 109  | 179   | 0,61  | 1929-1938                                        | 109 Bologna |
| 77   | Italia (bandiera)                        | Eddie Firmani        | 108  | 194   | 0,56  | 1955-1963                                        | 52 Sampdoria, 48 Inter, 8 Genoa                                                                                                   |
| 78   | Bosnia ed Erzegovina (bandiera)          | Edin Džeko           | 107* | 268*  | 0,40  | 2015-2023, 2025-*                                | 85 Roma, 22 Inter |
| 78   | Italia (bandiera)                        | Dino da Costa        | 107  | 281   | 0,38  | 1955-1966                                        | 71 Roma, 7 Fiorentina, 18 Atalanta, 11 Juventus                                                                                   |
| 80   | Italia (bandiera)                        | Antonio Vojak        | 106  | 208   | 0,51  | 1929-1937                                        | 102 Napoli, 4 Genoa |
| 81   | Italia (bandiera)                        | Pietro Anastasi      | 105  | 338   | 0,31  | 1967-1981                                        | 11 Varese, 78 Juventus, 7 Inter, 9 Ascoli                                                                                         |
| 81   | Italia (bandiera)                        | Gino Armano          | 105  | 401   | 0,26  | 1946-1959                                        | 8 Alessandria, 72 Inter, 25 Torino                                                                                                |
| 83   | Italia (bandiera)                        | Gino Cappello        | 104  | 301   | 0,35  | 1940-1956                                        | 29 Milan, 75 Bologna |
| 84   | Italia (bandiera)                        | Fabrizio Miccoli     | 103  | 259   | 0,40  | 2002-2005, 2007-2013                             | 9 Perugia, 8 Juventus, 12 Fiorentina, 74 Palermo                                                                                  |
| 84   | Romania (bandiera)                       | Adrian Mutu          | 103  | 271   | 0,38  | 1999-2003, 2005-2012                             | 16 Verona, 18 Parma, 7 Juventus, 54 Fiorentina, 8 Cesena                                                                          |
| 84   | Colombia (bandiera)                      | Luis Muriel          | 103  | 328   | 0,31  | 2011-2017, 2019-2024                             | 7 Lecce, 15 Udinese, 21 Sampdoria, 6 Fiorentina, 54 Atalanta                                                                      |
| 84   | Brasile (bandiera)                       | Sergio Clerici       | 103  | 336   | 0,31  | 1960-1978                                        | 7 Lecco, 19 Bologna, 9 Atalanta, 18 Verona, 20 Fiorentina, 29 Napoli, 1 Lazio                                                     |
| 88   | Germania (bandiera)                      | Oliver Bierhoff      | 102  | 220   | 0,46  | 1991-1992, 1995-2001, 2002-2003                  | 2 Ascoli, 57 Udinese, 36 Milan, 7 Chievo                                                                                          |
| 88   | Italia (bandiera)                        | Tommaso Rocchi       | 102  | 323   | 0,32  | 2002-2013                                        | 17 Empoli, 82 Lazio, 3 Inter |
| 88   | Italia (bandiera)                        | Pietro Paolo Virdis  | 102  | 365   | 0,28  | 1974-1991                                        | 11 Cagliari, 17 Juventus, 12 Udinese, 54 Milan, 8 Lecce                                                                           |
| 91   | Macedonia del Nord (bandiera)            | Goran Pandev         | 101  | 493   | 0,20  | 2003-2014, 2015-2022                             | 1 Ancona, 48 Lazio, 5 Inter, 19 Napoli, 28 Genoa                                                                                  |
| 92   | Italia (bandiera)                        | Pierino Prati        | 100  | 233   | 0,43  | 1966-1978                                        | 72 Milan, 28 Roma |
| 92   | Slovacchia (bandiera)                    | Marek Hamšík         | 100  | 409   | 0,24  | 2004-2005, 2007-2019                             | 100 Napoli |
| 94   | Argentina (bandiera) · Italia (bandiera) | Antonio Angelillo    | 98   | 253   | 0,39  | 1957-1968                                        | 68 Inter, 27 Roma, 2 Milan,1 Lecco                                                                                                |
| 94   | Italia (bandiera)                        | Angelo Sormani       | 98   | 361   | 0,27  | 1961-1975                                        | 29 Mantova, 6 Roma, 2 Sampdoria, 45 Milan, 7 Napoli, 9 Lanerossi Vicenza                                                          |
| 96   | Galles (bandiera)                        | John Charles         | 97   | 160   | 0,61  | 1957-1963                                        | 93 Juventus, 4 Roma |
| 97   | Montenegro (bandiera)                    | Mirko Vučinić        | 96   | 305   | 0,31  | 2000-2002, 2003-2014                             | 29 Lecce, 46 Roma, 21 Juventus |
| 97   | Italia (bandiera)                        | Lorenzo Insigne      | 96   | 337   | 0,28  | 2009-2010, 2012-2022                             | 96 Napoli |
| 97   | Slovenia (bandiera)                      | Josip Iličić         | 96   | 339   | 0,28  | 2010-2022                                        | 20 Palermo, 29 Fiorentina, 47 Atalanta                                                                                            |
| 97   | Italia (bandiera)                        | Marco Borriello      | 96   | 340   | 0,28  | 2002-2018                                        | 1 Empoli, 2 Reggina, 2 Sampdoria, 5 Treviso, 16 Milan, 31 Genoa, 12 Roma, 2 Juventus, 4 Carpi, 4 Atalanta, 16 Cagliari, 1 SPAL    |

## Classifica dei marcatori di Serie A e Divisione Nazionale
Di seguito vi è la classifica dei primi 100 marcatori dei campionati italiani organizzati su base nazionale. In questo elenco - oltre ai campionati di Serie A a girone unico - sono considerati anche i campionati 1926-27, 1927-28, 1928-29 e 1945-46, svoltisi tutti a gironi plurimi.
In grassetto sono indicati i calciatori ancora militanti in Serie A.
| Pos. | Nazione                                  | Nome                     | Reti | Pres. | Media | Anni                                             | Reti per squadra |
| ---- | ---------------------------------------- | ------------------------ | ---- | ----- | ----- | ------------------------------------------------ | --- |
| 1    | Italia (bandiera)                        | Silvio Piola             | 290  | 566   | 0,51  | 1929-1943, 1945-1947, 1948-1954                  | 51 Pro Vercelli, 143 Lazio, 26 Juventus, 70 Novara                                                                                |
| 2    | Italia (bandiera)                        | Giuseppe Meazza          | 263  | 443   | 0,60  | 1927-1943, 1945-1947                             | 242 Inter, 9 Milan, 10 Juventus, 2 Atalanta                                                                                       |
| 3    | Italia (bandiera)                        | Francesco Totti          | 250  | 619   | 0,40  | 1992-2017                                        | 250 Roma |
| 4    | Svezia (bandiera)                        | Gunnar Nordahl           | 225  | 291   | 0,77  | 1949-1958                                        | 210 Milan, 15 Roma |
| 5    | Brasile (bandiera) · Italia (bandiera)   | José Altafini            | 216  | 459   | 0,47  | 1958-1976                                        | 120 Milan, 71 Napoli, 25 Juventus                                                                                                 |
| 6    | Italia (bandiera)                        | Antonio Di Natale        | 209  | 445   | 0,47  | 2002-2016                                        | 18 Empoli, 191 Udinese |
| 7    | Italia (bandiera)                        | Roberto Baggio           | 205  | 452   | 0,45  | 1985-2004                                        | 39 Fiorentina, 78 Juventus, 12 Milan, 22 Bologna, 9 Inter, 45 Brescia                                                             |
| 8    | Italia (bandiera)                        | Ciro Immobile            | 201* | 353*  | 0,57  | 2008-2010, 2012-2014, 2016-2024, 2025-*          | 5 Genoa, 27 Torino, 169 Lazio |
| 9    | Italia (bandiera)                        | Carlo Reguzzoni          | 196  | 463   | 0,42  | 1927-1943, 1946-1948                             | 53 Pro Patria, 143 Bologna |
| 10   | Svezia (bandiera)                        | Kurt Hamrin              | 190  | 400   | 0,48  | 1956-1971                                        | 8 Juventus, 20 Padova, 150 Fiorentina, 9 Milan, 3 Napoli                                                                          |
| 11   | Italia (bandiera)                        | Guglielmo Gabetto        | 189  | 357   | 0,53  | 1934-1943, 1945-1949                             | 87 Juventus, 102 Torino |
| 12   | Italia (bandiera)                        | Amedeo Amadei            | 188  | 457   | 0,41  | 1936-1943, 1945-1956                             | 99 Roma, 42 Inter, 47 Napoli |
| 12   | Italia (bandiera)                        | Giuseppe Signori         | 188  | 344   | 0,55  | 1991-2004                                        | 11 Foggia, 107 Lazio, 3 Sampdoria, 67 Bologna                                                                                     |
| 12   | Italia (bandiera)                        | Alessandro Del Piero     | 188  | 478   | 0,39  | 1993-2006, 2007-2012                             | 188 Juventus |
| 12   | Italia (bandiera)                        | Alberto Gilardino        | 188  | 514   | 0,37  | 1999-2014, 2015-2017                             | 3 Piacenza, 5 Verona, 50 Parma, 36 Milan, 52 Fiorentina, 19 Genoa, 13 Bologna, 10 Palermo                                         |
| 16   | Argentina (bandiera)                     | Gabriel Batistuta        | 183  | 318   | 0,58  | 1991-1993, 1994-2003                             | 151 Fiorentina, 30 Roma, 2 Inter                                                                                                  |
| 17   | Italia (bandiera)                        | Fabio Quagliarella       | 182  | 556   | 0,33  | 1999-2000, 2001-2002, 2005-2023                  | 3 Ascoli, 102 Sampdoria, 25 Udinese, 11 Napoli, 23 Juventus, 18 Torino                                                            |
| 18   | Italia (bandiera)                        | Angelo Schiavio          | 179  | 263   | 0,68  | 1926-1938                                        | 179 Bologna |
| 19   | Italia (bandiera)                        | Giampiero Boniperti      | 178  | 443   | 0,40  | 1946-1961                                        | 178 Juventus |
| 20   | Italia (bandiera)                        | Giuseppe Savoldi         | 168  | 405   | 0,41  | 1965-1980                                        | 17 Atalanta, 96 Bologna, 55 Napoli                                                                                                |
| 21   | Italia (bandiera)                        | Roberto Boninsegna       | 163  | 366   | 0,45  | 1965-1979                                        | 5 Varese, 23 Cagliari, 113 Inter, 22 Juventus                                                                                     |
| 22   | Italia (bandiera)                        | Gino Rossetti            | 162  | 339   | 0,48  | 1926-1938                                        | 135 Torino, 27 Napoli |
| 23   | Italia (bandiera)                        | Giovanni Ferrari         | 159  | 394   | 0,40  | 1926-1942                                        | 64 Alessandria, 67 Juventus, 24 Inter, 2 Bologna                                                                                  |
| 24   | Italia (bandiera)                        | Adriano Bassetto         | 158  | 355   | 0,45  | 1945-1958                                        | 92 Sampdoria, 56 Atalanta, 10 Vicenza                                                                                             |
| 25   | Italia (bandiera)                        | Luca Toni                | 157  | 344   | 0,46  | 2000-2003, 2004-2007, 2010-2011, 2012-2016       | 9 Vicenza, 15 Brescia, 20 Palermo, 55 Fiorentina, 5 Roma, 3 Genoa, 2 Juventus, 48 Verona                                          |
| 26   | Svezia (bandiera)                        | Zlatan Ibrahimović       | 156  | 283   | 0,55  | 2004-2009, 2010-2012, 2020-2023                  | 23 Juventus, 57 Inter, 76 Milan                                                                                                   |
| 26   | Italia (bandiera)                        | Gigi Riva                | 156  | 289   | 0,54  | 1964-1976                                        | 156 Cagliari |
| 26   | Italia (bandiera)                        | Filippo Inzaghi          | 156  | 370   | 0,42  | 1995-2012                                        | 2 Parma, 24 Atalanta, 57 Juventus, 73 Milan                                                                                       |
| 26   | Italia (bandiera)                        | Roberto Mancini          | 156  | 541   | 0,29  | 1981-2000                                        | 9 Bologna, 132 Sampdoria, 15 Lazio                                                                                                |
| 30   | Brasile (bandiera)                       | Luís Vinício             | 155  | 348   | 0,45  | 1955-1968                                        | 69 Napoli, 17 Bologna, 68 Lanerossi Vicenza, 1 Inter                                                                              |
| 31   | Ungheria (bandiera)                      | István Nyers             | 153  | 236   | 0,65  | 1948-1956                                        | 133 Inter, 20 Roma |
| 31   | Argentina (bandiera)                     | Hernán Crespo            | 153  | 340   | 0,45  | 1996-2003, 2004-2005, 2006-2012                  | 72 Parma, 39 Lazio, 27 Inter, 10 Milan, 5 Genoa                                                                                   |
| 33   | Argentina (bandiera) · Italia (bandiera) | Omar Sívori              | 147  | 278   | 0,53  | 1957-1969                                        | 135 Juventus, 12 Napoli |
| 33   | Italia (bandiera)                        | Antonio Vojak            | 147  | 293   | 0,50  | 1926-1937                                        | 41 Juventus, 102 Napoli, 4 Genoa                                                                                                  |
| 35   | Italia (bandiera)                        | Felice Placido Borel II  | 144  | 284   | 0,51  | 1932-1943, 1945-1947                             | 137 Juventus, 7 Torino |
| 36   | Italia (bandiera)                        | Christian Vieri          | 142  | 264   | 0,54  | 1991-1997, 1998-2005, 2006-2009                  | 1 Torino, 11 Atalanta, 8 Juventus, 12 Lazio, 103 Inter, 1 Milan, 6 Fiorentina                                                     |
| 36   | Italia (bandiera)                        | Benito Lorenzi           | 142  | 330   | 0,43  | 1947-1959                                        | 138 Inter, 4 Alessandria |
| 36   | Italia (bandiera)                        | Marco Di Vaio            | 142  | 342   | 0,41  | 1994-2004, 2008-2012                             | 3 Lazio, 12 Salernitana, 41 Parma, 18 Juventus, 3 Genoa, 65 Bologna                                                               |
| 36   | Italia (bandiera)                        | Paolo Pulici             | 142  | 401   | 0,35  | 1967-1985                                        | 134 Torino, 5 Udinese, 3 Fiorentina                                                                                               |
| 40   | Italia (bandiera)                        | Vincenzo Montella        | 141  | 288   | 0,49  | 1996-2009                                        | 58 Sampdoria, 83 Roma |
| 41   | Danimarca (bandiera)                     | John Hansen              | 139  | 214   | 0,65  | 1948-1955                                        | 124 Juventus, 15 Lazio |
| 41   | Argentina (bandiera) · Italia (bandiera) | Julio Libonatti          | 139  | 243   | 0,57  | 1926-1936                                        | 132 Torino, 7 Genoa |
| 43   | Italia (bandiera)                        | Enrico Chiesa            | 138  | 380   | 0,36  | 1988-1989, 1992-1993, 1994-2008                  | 23 Sampdoria, 14 Cremonese, 33 Parma, 34 Fiorentina, 2 Lazio, 32 Siena                                                            |
| 44   | Italia (bandiera)                        | Sergio Brighenti         | 136  | 311   | 0,44  | 1952-1965                                        | 20 Inter, 13 Triestina, 50 Padova, 43 Sampdoria, 10 Modena                                                                        |
| 45   | Italia (bandiera)                        | Ettore Puricelli         | 135  | 249   | 0,54  | 1938-1943, 1945-1949                             | 80 Bologna, 55 Milan |
| 45   | Italia (bandiera)                        | Pietro Ferraris II       | 135  | 507   | 0,27  | 1929-1943, 1945-1950                             | 19 Pro Vercelli, 13 Napoli, 43 Inter, 40 Torino, 20 Novara                                                                        |
| 47   | Italia (bandiera)                        | Roberto Pruzzo           | 133  | 331   | 0,40  | 1973-1974, 1976-1989                             | 27 Genoa, 106 Roma |
| 48   | Italia (bandiera)                        | Alessandro Altobelli     | 132  | 337   | 0,39  | 1977-1989                                        | 128 Inter, 4 Juventus |
| 49   | Italia (bandiera)                        | Ezio Pascutti            | 130  | 296   | 0,44  | 1955-1969                                        | 130 Bologna |
| 49   | Italia (bandiera)                        | Francesco Graziani       | 130  | 353   | 0,37  | 1973-1987                                        | 97 Torino, 14 Fiorentina, 12 Roma, 7 Udinese                                                                                      |
| 51   | Italia (bandiera)                        | Roberto Bettega          | 129  | 326   | 0,40  | 1970-1983                                        | 129 Juventus |
| 51   | Argentina (bandiera)                     | Paulo Dybala             | 129* | 348*  | 0,37  | 2012-2013, 2014-*                                | 16 Palermo, 82 Juventus, 31 Roma                                                                                                  |
| 53   | Italia (bandiera)                        | Gianni Rivera            | 128  | 527   | 0,24  | 1958-1979                                        | 6 Alessandria, 122 Milan |
| 54   | Ucraina (bandiera)                       | Andrij Ševčenko          | 127  | 226   | 0,56  | 1999-2006, 2008-2009                             | 127 Milan |
| 55   | Argentina (bandiera)                     | Gonzalo Higuaín          | 125  | 224   | 0,56  | 2013-2018, 2019-2020                             | 71 Napoli, 48 Juventus, 6 Milan                                                                                                   |
| 55   | Italia (bandiera)                        | Giuseppe Baldini         | 125  | 370   | 0,34  | 1939-1943, 1945-1955                             | 8 Fiorentina, 6 Inter, 84 Sampdoria, 6 Genoa, 19 Como                                                                             |
| 57   | Colombia (bandiera)                      | Duván Zapata             | 124* | 326*  | 0,38  | 2013-*                                           | 11 Napoli, 18 Udinese, 11 Sampdoria, 69 Atalanta, 15 Torino                                                                       |
| 58   | Francia (bandiera)                       | David Trezeguet          | 123  | 214   | 0,57  | 2000-2006, 2007-2010                             | 123 Juventus |
| 58   | Italia (bandiera)                        | Gianluca Vialli          | 123  | 325   | 0,38  | 1984-1996                                        | 85 Sampdoria, 38 Juventus |
| 60   | Italia (bandiera)                        | Domenico Berardi         | 122* | 314*  | 0,39  | 2013-2024, 2025-*                                | 122 Sassuolo |
| 60   | Italia (bandiera)                        | Renzo Burini             | 122  | 330   | 0,37  | 1947-1959                                        | 87 Milan, 35 Lazio |
| 62   | Argentina (bandiera)                     | Mauro Icardi             | 121  | 219   | 0,55  | 2012-2019                                        | 10 Sampdoria, 111 Inter |
| 63   | Italia (bandiera)                        | Cristiano Lucarelli      | 120  | 302   | 0,40  | 1997-1998, 1999-2003, 2004-2007, 2008, 2009-2012 | 5 Atalanta, 27 Lecce, 10 Torino, 73 Livorno, 4 Parma, 1 Napoli                                                                    |
| 64   | Italia (bandiera)                        | Gino Pivatelli           | 118  | 255   | 0,46  | 1953-1963                                        | 104 Bologna, 3 Napoli, 11 Milan                                                                                                   |
| 65   | Argentina (bandiera)                     | Abel Balbo               | 117  | 253   | 0,46  | 1989-2002                                        | 32 Udinese, 78 Roma, 4 Parma, 3 Fiorentina                                                                                        |
| 66   | Italia (bandiera)                        | Renato Cattaneo          | 116  | 290   | 0,40  | 1926-1936                                        | 110 Alessandria, 6 Roma |
| 66   | Italia (bandiera)                        | Alessandro Mazzola       | 116  | 417   | 0,28  | 1960-1977                                        | 116 Inter |
| 68   | Argentina (bandiera)                     | Lautaro Martínez         | 115* | 237*  | 0,48  | 2018-*                                           | 115 Inter |
| 68   | Italia (bandiera)                        | Giampaolo Pazzini        | 115  | 383   | 0,30  | 2004-2016, 2017-2018, 2019-2020                  | 3 Atalanta, 25 Fiorentina, 36 Sampdoria, 16 Inter, 21 Milan, 14 Verona                                                            |
| 70   | Italia (bandiera)                        | Andrea Belotti           | 114  | 348   | 0,33  | 2014-2025                                        | 6 Palermo, 100 Torino, 3 Roma, 3 Fiorentina, 2 Como                                                                               |
| 71   | Belgio (bandiera)                        | Dries Mertens            | 113  | 295   | 0,38  | 2013-2022                                        | 113 Napoli |
| 71   | Italia (bandiera)                        | Nicola Amoruso           | 113  | 380   | 0,30  | 1993-1994, 1995-2010                             | 3 Sampdoria, 14 Padova, 9 Juventus, 11 Perugia, 10 Napoli, 6 Como, 5 Modena, 5 Messina, 40 Reggina, 4 Torino, 5 Parma, 1 Atalanta |
| 73   | Italia (bandiera)                        | Aldo Boffi               | 112  | 180   | 0,62  | 1936-1943, 1945-1946                             | 109 Milan, 3 Atalanta |
| 73   | Uruguay (bandiera)                       | Edinson Cavani           | 112  | 213   | 0,53  | 2007-2013                                        | 34 Palermo, 78 Napoli |
| 73   | Italia (bandiera)                        | Riccardo Carapellese     | 112  | 315   | 0,36  | 1945-1957                                        | 53 Milan, 28 Torino, 9 Juventus, 22 Genoa                                                                                         |
| 73   | Italia (bandiera)                        | Antonio Cassano          | 112  | 400   | 0,28  | 1999-2006, 2007-2016                             | 6 Bari, 39 Roma, 36 Sampdoria, 7 Milan, 7 Inter, 17 Parma                                                                         |
| 73   | Italia (bandiera)                        | Sergio Pellissier        | 112  | 459   | 0,24  | 2002-2007, 2008-2019                             | 112 Chievo |
| 78   | Italia (bandiera)                        | Lorenzo Bettini          | 110  | 270   | 0,41  | 1952-1963                                        | 8 Palermo, 9 Roma, 67 Udinese, 15 Lazio, 9 Inter, 2 Modena                                                                        |
| 78   | Italia (bandiera)                        | Carlo Galli              | 110  | 305   | 0,36  | 1949-1966                                        | 16 Palermo, 40 Roma, 47 Milan, 3 Genoa, 4 Lazio                                                                                   |
| 78   | Italia (bandiera)                        | Bruno Giordano           | 110  | 319   | 0,34  | 1975-1992                                        | 68 Lazio, 23 Napoli, 12 Ascoli, 7 Bologna                                                                                         |
| 81   | Italia (bandiera)                        | Valentino Mazzola        | 109  | 231   | 0,47  | 1940-1943, 1945-1949                             | 12 Venezia, 97 Torino |
| 81   | Italia (bandiera)                        | Gino Cappello            | 109  | 319   | 0,34  | 1940-1943, 1945-1956                             | 29 Milan, 80 Bologna |
| 83   | Italia (bandiera)                        | Eddie Firmani            | 108  | 194   | 0,56  | 1955-1963                                        | 52 Sampdoria, 48 Inter, 8 Genoa                                                                                                   |
| 83   | Italia (bandiera)                        | Dino da Costa            | 108  | 282   | 0,38  | 1955-1966                                        | 71 Roma, 8 Fiorentina, 18 Atalanta, 11 Juventus                                                                                   |
| 85   | Bosnia ed Erzegovina (bandiera)          | Edin Džeko               | 107* | 268*  | 0,40  | 2015-2023, 2025-*                                | 85 Roma, 22 Inter |
| 85   | Italia (bandiera)                        | Virgilio Felice Levratto | 107  | 271   | 0,39  | 1926-1936                                        | 74 Genoa, 25 Inter, 8 Lazio |
| 85   | Italia (bandiera)                        | Bruno Maini              | 107  | 318   | 0,34  | 1926-1941                                        | 89 Bologna, 19 Livorno |
| 85   | Italia (bandiera)                        | Gino Armano              | 107  | 410   | 0,26  | 1945-1959                                        | 9 Alessandria, 73 Inter, 25 Torino                                                                                                |
| 89   | Italia (bandiera)                        | Attila Sallustro         | 106  | 258   | 0,41  | 1926-1937                                        | 106 Napoli |
| 90   | Italia (bandiera)                        | Pietro Anastasi          | 105  | 338   | 0,31  | 1967-1981                                        | 11 Varese, 78 Juventus, 7 Inter, 9 Ascoli                                                                                         |
| 91   | Italia (bandiera)                        | Rodolfo Volk             | 104  | 163   | 0,64  | 1928-1933, 1934-1935                             | 103 Roma, 1 Triestina |
| 92   | Italia (bandiera)                        | Fabrizio Miccoli         | 103  | 259   | 0,40  | 2002-2005, 2007-2013                             | 9 Perugia, 8 Juventus, 12 Fiorentina, 74 Palermo                                                                                  |
| 92   | Romania (bandiera)                       | Adrian Mutu              | 103  | 271   | 0,38  | 1999-2003, 2005-2012                             | 16 Verona, 18 Parma, 7 Juventus, 54 Fiorentina, 8 Cesena                                                                          |
| 92   | Colombia (bandiera)                      | Luis Muriel              | 103  | 328   | 0,31  | 2011-2017, 2019-2024                             | 7 Lecce, 15 Udinese, 21 Sampdoria, 6 Fiorentina, 54 Atalanta                                                                      |
| 92   | Brasile (bandiera)                       | Sergio Clerici           | 103  | 336   | 0,31  | 1960-1978                                        | 7 Lecco, 19 Bologna, 9 Atalanta, 18 Verona, 20 Fiorentina, 29 Napoli, 1 Lazio                                                     |
| 96   | Germania (bandiera)                      | Oliver Bierhoff          | 102  | 220   | 0,46  | 1991-1992, 1995-2001, 2002-2003                  | 2 Ascoli, 57 Udinese, 36 Milan, 7 Chievo                                                                                          |
| 96   | Italia (bandiera)                        | Tommaso Rocchi           | 102  | 323   | 0,32  | 2002-2013                                        | 17 Empoli, 82 Lazio, 3 Inter |
| 96   | Italia (bandiera)                        | Pietro Paolo Virdis      | 102  | 365   | 0,28  | 1974-1991                                        | 11 Cagliari, 17 Juventus, 12 Udinese, 54 Milan, 8 Lecce                                                                           |
| 99   | Macedonia del Nord (bandiera)            | Goran Pandev             | 101  | 493   | 0,2   | 2003-2014, 2015-2022                             | 1 Ancona, 48 Lazio, 5 Inter, 19 Napoli, 28 Genoa                                                                                  |
| 100  | Italia (bandiera)                        | Pierino Prati            | 100  | 233   | 0,43  | 1966-1978                                        | 72 Milan, 28 Roma |
| 100  | Italia (bandiera)                        | Mario Magnozzi           | 100  | 247   | 0,40  | 1926-1935                                        | 69 Livorno, 31 Milan |
| 100  | Slovacchia (bandiera)                    | Marek Hamšík             | 100  | 409   | 0,24  | 2004-2005, 2007-2019                             | 100 Napoli |

## Classifica dei marcatori di Serie A in attività
Di seguito vi è la classifica dei primi 20 marcatori previsti a giocare nella Serie A 2025-2026.
| Pos. | Naz.                            | Nome                | Reti | Pres. | Media | Anni                                   | Reti per squadra                                            |
| ---- | ------------------------------- | ------------------- | ---- | ----- | ----- | -------------------------------------- | ----------------------------------------------------------- |
| 1    | Italia (bandiera)               | Ciro Immobile       | 201  | 353   | 0,57  | 2008-2010, 2012-2014, 2016-2024, 2025- | 5 Genoa, 27 Torino, 169 Lazio                               |
| 2    | Argentina (bandiera)            | Paulo Dybala        | 129  | 348   | 0.37  | 2012-2013, 2014-                       | 16 Palermo, 82 Juventus, 31 Roma                            |
| 3    | Colombia (bandiera)             | Duván Zapata        | 124  | 326   | 0.38  | 2013-                                  | 11 Napoli, 18 Udinese, 11 Sampdoria, 69 Atalanta, 15 Torino |
| 4    | Italia (bandiera)               | Domenico Berardi    | 122  | 314   | 0,39  | 2013-2024, 2025-                       | 122 Sassuolo                                                |
| 5    | Argentina (bandiera)            | Lautaro Martínez    | 115  | 237   | 0.49  | 2018-                                  | 115 Inter                                                   |
| 6    | Bosnia ed Erzegovina (bandiera) | Edin Džeko          | 107  | 268   | 0,40  | 2015-2023, 2025-                       | 85 Roma, 22 Inter                                           |
| 7    | Serbia (bandiera)               | Dušan Vlahović      | 87   | 202   | 0.43  | 2018-                                  | 44 Fiorentina, 43 Juventus                                  |
| 8    | Belgio (bandiera)               | Romelu Lukaku       | 84   | 165   | 0.51  | 2019-2021, 2022-                       | 57 Inter, 13 Roma, 14 Napoli                                |
| 9    | Argentina (bandiera)            | Giovanni Simeone    | 73   | 298   | 0.24  | 2016-                                  | 12 Genoa, 20 Fiorentina, 18 Cagliari, 17 Verona, 6 Napoli   |
| 10   | Italia (bandiera)               | Stephan El Shaarawy | 72   | 325   | 0.22  | 2008-2010, 2011-2019, 2020-            | 21 Milan, 51 Roma                                           |
| 11   | Italia (bandiera)               | Leonardo Pavoletti  | 66   | 240   | 0.28  | 2014-2022, 2023-                       | 1 Sassuolo, 23 Genoa, 42 Cagliari                           |
| 12   | Italia (bandiera)               | Riccardo Orsolini   | 65   | 246   | 0.26  | 2017-                                  | 65 Bologna                                                  |
| 13   | Portogallo (bandiera)           | Rafael Leão         | 55   | 198   | 0.28  | 2019-                                  | 55 Milan                                                    |
| 14   | Italia (bandiera)               | Matteo Politano     | 53   | 329   | 0.16  | 2015-                                  | 20 Sassuolo, 5 Inter, 28 Napoli                             |
| 15   | Croazia (bandiera)              | Mario Pašalić       | 52   | 254   | 0.2   | 2016-2017, 2018-                       | 5 Milan, 47 Atalanta                                        |
| 16   | Italia (bandiera)               | Andrea Pinamonti    | 50   | 211   | 0.24  | 2017-                                  | 5 Frosinone, 15 Genoa, 1 Inter, 13 Empoli, 16 Sassuolo      |
| 16   | Turchia (bandiera)              | Hakan Çalhanoğlu    | 50   | 263   | 0.19  | 2017-                                  | 22 Milan, 28 Inter                                          |
| 18   | Polonia (bandiera)              | Arkadiusz Milik     | 49   | 152   | 0.32  | 2016-2020, 2022-                       | 38 Napoli, 11 Juventus                                      |
| 19   | Italia (bandiera)               | Lorenzo Pellegrini  | 45   | 276   | 0.16  | 2014-                                  | 9 Sassuolo, 36 Roma                                         |
| 20   | Polonia (bandiera)              | Piotr Zieliński     | 44   | 389   | 0.11  | 2012-                                  | 5 Empoli, 37 Napoli, 2 Inter                                |

## Classifica dei marcatori di Serie A con un'unica squadra
In grassetto sono indicati i calciatori militanti nella Serie A 2023-2024.
| Pos. | Nazione                                  | Nome                 | Reti | Pres. | Media | Anni                 | Squadra    |
| ---- | ---------------------------------------- | -------------------- | ---- | ----- | ----- | -------------------- | ---------- |
| 1    | Italia (bandiera)                        | Francesco Totti      | 250  | 619   | 0,40  | 1992-2017            | Roma       |
| 2    | Svezia (bandiera)                        | Gunnar Nordahl       | 210  | 257   | 0,81  | 1949-1956            | Milan      |
| 3    | Italia (bandiera)                        | Giuseppe Meazza      | 197  | 303   | 0,65  | 1929-1940, 1946-1947 | Inter      |
| 4    | Italia (bandiera)                        | Antonio Di Natale    | 191  | 385   | 0,50  | 2004-2016            | Udinese    |
| 5    | Italia (bandiera)                        | Alessandro Del Piero | 188  | 478   | 0,39  | 1993-2006, 2007-2012 | Juventus   |
| 6    | Italia (bandiera)                        | Giampiero Boniperti  | 178  | 443   | 0,40  | 1946-1961            | Juventus   |
| 7    | Italia (bandiera)                        | Ciro Immobile        | 169  | 270   | 0,63  | 2016-2024            | Lazio      |
| 8    | Italia (bandiera)                        | Gigi Riva            | 156  | 289   | 0,54  | 1964-1976            | Cagliari   |
| 9    | Argentina (bandiera)                     | Gabriel Batistuta    | 151  | 243   | 0,62  | 1991-2000            | Fiorentina |
| 10   | Svezia (bandiera)                        | Kurt Hamrin          | 150  | 289   | 0,51  | 1958-1967            | Fiorentina |
| 11   | Italia (bandiera)                        | Silvio Piola         | 143  | 227   | 0,62  | 1934-1943            | Lazio      |
| 12   | Italia (bandiera)                        | Carlo Reguzzoni      | 141  | 359   | 0,39  | 1930-1943            | Bologna    |
| 13   | Italia (bandiera)                        | Benito Lorenzi       | 138  | 305   | 0,45  | 1947-1958            | Inter      |
| 14   | Argentina (bandiera) · Italia (bandiera) | Omar Sívori          | 135  | 215   | 0,62  | 1957-1965            | Juventus   |
| 15   | Italia (bandiera)                        | Paolo Pulici         | 134  | 335   | 0,40  | 1967-1982            | Torino     |
| 16   | Ungheria (bandiera)                      | István Nyers         | 133  | 182   | 0,73  | 1948-1954            | Inter      |
| 17   | Italia (bandiera)                        | Roberto Mancini      | 132  | 424   | 0,31  | 1982-1997            | Sampdoria  |
| 18   | Italia (bandiera)                        | Ezio Pascutti        | 130  | 296   | 0,44  | 1955-1969            | Bologna    |
| 19   | Italia (bandiera)                        | Roberto Bettega      | 129  | 326   | 0,40  | 1970-1983            | Juventus   |
| 20   | Italia (bandiera)                        | Alessandro Altobelli | 128  | 317   | 0,40  | 1977-1988            | Inter      |
| 21   | Ucraina (bandiera)                       | Andrij Ševčenko      | 127  | 226   | 0,56  | 1999-2006, 2008-2009 | Milan      |
| 22   | Italia (bandiera)                        | Felice Borel         | 125  | 230   | 0,54  | 1932-1941, 1942-1943 | Juventus   |
| 23   | Danimarca (bandiera)                     | John Hansen          | 124  | 187   | 0,66  | 1948-1954            | Juventus   |
| 24   | Francia (bandiera)                       | David Trezeguet      | 123  | 214   | 0,57  | 2000-2006, 2007-2010 | Juventus   |
| 25   | Italia (bandiera)                        | Domenico Berardi     | 122  | 314   | 0,39  | 2013-2024, 2025-     | Sassuolo   |
| 25   | Italia (bandiera)                        | Gianni Rivera        | 122  | 501   | 0,24  | 1960-1979            | Milan      |
| 27   | Brasile (bandiera) · Italia (bandiera)   | José Altafini        | 120  | 205   | 0,58  | 1958-1965            | Milan      |
| 28   | Italia (bandiera)                        | Sandro Mazzola       | 116  | 417   | 0,28  | 1960-1977            | Inter      |
| 29   | Argentina (bandiera)                     | Lautaro Martínez     | 115  | 237   | 0,48  | 2018-                | Inter      |
| 30   | Italia (bandiera)                        | Roberto Boninsegna   | 113  | 197   | 0,57  | 1969-1976            | Inter      |
| 30   | Belgio (bandiera)                        | Dries Mertens        | 113  | 295   | 0,38  | 2013-2022            | Napoli     |
| 32   | Italia (bandiera)                        | Sergio Pellissier    | 112  | 459   | 0,24  | 2002-2007, 2008-2019 | Chievo     |
| 33   | Argentina (bandiera)                     | Mauro Icardi         | 111  | 188   | 0,59  | 2013-2019            | Inter      |
| 34   | Italia (bandiera)                        | Aldo Boffi           | 109  | 163   | 0,67  | 1936-1943            | Milan      |
| 34   | Italia (bandiera)                        | Angelo Schiavio      | 109  | 179   | 0,61  | 1929-1938            | Bologna    |
| 36   | Italia (bandiera)                        | Giuseppe Signori     | 107  | 152   | 0,70  | 1992-1998            | Lazio      |
| 37   | Italia (bandiera)                        | Roberto Pruzzo       | 106  | 240   | 0,44  | 1978-1988            | Roma       |
| 38   | Italia (bandiera)                        | Gino Pivatelli       | 105  | 196   | 0,53  | 1953-1960            | Bologna    |
| 39   | Italia (bandiera)                        | Christian Vieri      | 103  | 143   | 0,72  | 1999-2005            | Inter      |
| 40   | Italia (bandiera)                        | Antonio Vojak        | 102  | 190   | 0,53  | 1929-1935            | Napoli     |
| 40   | Italia (bandiera)                        | Fabio Quagliarella   | 102  | 277   | 0,37  | 2006-2007, 2016-2023 | Sampdoria  |
| 42   | Italia (bandiera)                        | Andrea Belotti       | 100  | 232   | 0,43  | 2015-2022            | Torino     |
| 42   | Slovacchia (bandiera)                    | Marek Hamšík         | 100  | 408   | 0,25  | 2007-2019            | Napoli     |
| 44   | Italia (bandiera)                        | Valentino Mazzola    | 97   | 170   | 0,57  | 1942-1943, 1945-1949 | Torino     |
| 44   | Italia (bandiera)                        | Francesco Graziani   | 97   | 221   | 0,44  | 1973-1981            | Torino     |
| 46   | Italia (bandiera)                        | Giuseppe Savoldi     | 96   | 230   | 0,42  | 1968-1975, 1979-1980 | Bologna    |
| 46   | Italia (bandiera)                        | Lorenzo Insigne      | 96   | 337   | 0,28  | 2009-2010, 2012-2022 | Napoli     |
| 48   | Galles (bandiera)                        | John Charles         | 93   | 150   | 0,62  | 1957-1962            | Juventus   |
| 49   | Italia (bandiera)                        | Adriano Bassetto     | 92   | 196   | 0,47  | 1946-1953            | Sampdoria  |
| 50   | Paesi Bassi (bandiera)                   | Marco van Basten     | 90   | 147   | 0,61  | 1987-1995            | Milan      |

## Maggior numero di gol in un campionato
- Sono indicati i calciatori che hanno segnato almeno 30 gol in un campionato.

Elenco aggiornato al 1º agosto 2020.

### Tutti i campionati
| Rank | Naz.                                     | Nome               | Campionato | Club             | Gol | Partite | Media gol |
| ---- | ---------------------------------------- | ------------------ | ---------- | ---------------- | --- | ------- | --------- |
| 1    | Italia (bandiera)                        | Luigi Cevenini*    | 1913-1914  | Inter            | 37  | 28      | 1,321     |
| 2    | Italia (bandiera)                        | Gino Rossetti*     | 1928-1929  | Torino           | 36  | 30      | 1,200     |
| 2    | Argentina (bandiera)                     | Gonzalo Higuaín    | 2015-2016  | Napoli           | 36  | 35      | 1,029     |
| 2    | Italia (bandiera)                        | Ciro Immobile      | 2019-2020  | Lazio            | 36  | 37      | 0,973     |
| 5    | Ungheria (bandiera)                      | Ferenc Hirzer*     | 1925-1926  | Juventus         | 35  | 25      | 1,400     |
| 5    | Italia (bandiera) · Argentina (bandiera) | Julio Libonatti*   | 1927-1928  | Torino           | 35  | 32      | 1,094     |
| 5    | Svezia (bandiera)                        | Gunnar Nordahl     | 1949-1950  | Milan            | 35  | 37      | 0,946     |
| 8    | Svezia (bandiera)                        | Gunnar Nordahl     | 1950-1951  | Milan            | 34  | 37      | 0,919     |
| 9    | Italia (bandiera)                        | Giuseppe Meazza*   | 1928-1929  | Ambrosiana-Inter | 33  | 29      | 1,138     |
| 9    | Argentina (bandiera) · Italia (bandiera) | Antonio Angelillo  | 1958-1959  | Inter            | 33  | 33      | 1,000     |
| 11   | Italia (bandiera)                        | Felice Borel II    | 1933-1934  | Juventus         | 32  | 34      | 0,941     |
| 12   | Italia (bandiera)                        | Luigi Cevenini*    | 1920-1921  | Inter            | 31  | 19      | 1,632     |
| 12   | Italia (bandiera)                        | Giuseppe Meazza    | 1929-1930  | Ambrosiana-Inter | 31  | 33      | 0,939     |
| 12   | Portogallo (bandiera)                    | Cristiano Ronaldo  | 2019-2020  | Juventus         | 31  | 33      | 0,939     |
| 12   | Italia (bandiera)                        | Adolfo Baloncieri* | 1927-1928  | Torino           | 31  | 34      | 0,912     |
| 12   | Ungheria (bandiera)                      | István Nyers       | 1950-1951  | Inter            | 31  | 36      | 0,861     |
| 12   | Italia (bandiera)                        | Luca Toni          | 2005-2006  | Fiorentina       | 31  | 38      | 0,816     |
| 18   | Italia (bandiera)                        | Angelo Schiavio*   | 1928-1929  | Bologna          | 30  | 29      | 1,034     |
| 18   | Ungheria (bandiera)                      | István Nyers       | 1949-1950  | Inter            | 30  | 36      | 0,833     |
| 18   | Danimarca (bandiera)                     | John Hansen        | 1951-1952  | Juventus         | 30  | 37      | 0,811     |

Con l'asterisco sono contrassegnati i marcatori prima dell'istituzione del girone unico (dal 1929-30).

### Dall'istituzione del girone unico (1929-30)
| Rank | Naz.                                     | Nome              | Campionato | Club             | Gol | Partite | Media gol |
| ---- | ---------------------------------------- | ----------------- | ---------- | ---------------- | --- | ------- | --------- |
| 1    | Argentina (bandiera)                     | Gonzalo Higuaín   | 2015-2016  | Napoli           | 36  | 35      | 1,029     |
| 1    | Italia (bandiera)                        | Ciro Immobile     | 2019-2020  | Lazio            | 36  | 37      | 0,972     |
| 3    | Svezia (bandiera)                        | Gunnar Nordahl    | 1949-1950  | Milan            | 35  | 37      | 0,946     |
| 4    | Svezia (bandiera)                        | Gunnar Nordahl    | 1950-1951  | Milan            | 34  | 37      | 0,919     |
| 5    | Argentina (bandiera) · Italia (bandiera) | Antonio Angelillo | 1958-1959  | Inter            | 33  | 33      | 1,000     |
| 6    | Italia (bandiera)                        | Felice Borel II   | 1933-1934  | Juventus         | 32  | 34      | 0,941     |
| 7    | Italia (bandiera)                        | Giuseppe Meazza   | 1929-1930  | Ambrosiana-Inter | 31  | 33      | 0,939     |
| 7    | Portogallo (bandiera)                    | Cristiano Ronaldo | 2019-2020  | Juventus         | 31  | 33      | 0,939     |
| 7    | Ungheria (bandiera)                      | István Nyers      | 1950-1951  | Inter            | 31  | 36      | 0,861     |
| 7    | Italia (bandiera)                        | Luca Toni         | 2005-2006  | Fiorentina       | 31  | 38      | 0,816     |
| 11   | Ungheria (bandiera)                      | István Nyers      | 1949-1950  | Inter            | 30  | 36      | 0,833     |
| 11   | Danimarca (bandiera)                     | John Hansen       | 1951-1952  | Juventus         | 30  | 37      | 0,811     |

## Record di gol per squadra
| Club            | Naz                   | Nome                 | Reti | Periodo   |
| --------------- | --------------------- | -------------------- | ---- | --------- |
| Alessandria     | Italia (bandiera)     | Renato Cattaneo      | 67   | 1929-1935 |
| Ancona          | Italia (bandiera)     | Massimo Agostini     | 12   | 1992-1993 |
| Ascoli          | Brasile (bandiera)    | Walter Casagrande    | 16   | 1987-1990 |
| Ascoli          | Italia (bandiera)     | Giuseppe Greco       | 16   | 1981-1988 |
| Atalanta        | Italia (bandiera)     | Cristiano Doni       | 69   | 2000-2012 |
| Atalanta        | Colombia (bandiera)   | Duván Zapata         | 69   | 2018-2023 |
| Avellino        | Argentina (bandiera)  | Ramón Díaz           | 22   | 1983-1986 |
| Bari            | Italia (bandiera)     | Igor Protti          | 31   | 1994-1996 |
| Benevento       | Mali (bandiera)       | Cheick Diabaté       | 8    | 2017-2018 |
| Benevento       | Perù (bandiera)       | Gianluca Lapadula    | 8    | 2020-2021 |
| Bologna         | Italia (bandiera)     | Carlo Reguzzoni      | 141  | 1930-1943 |
| Brescia         | Italia (bandiera)     | Roberto Baggio       | 45   | 2000-2004 |
| Cagliari        | Italia (bandiera)     | Gigi Riva            | 156  | 1964-1976 |
| Carpi           | Italia (bandiera)     | Kevin Lasagna        | 5    | 2015-2016 |
| Casale          | Italia (bandiera)     | Mario Celoria        | 27   | 1930-1934 |
| Catania         | Argentina (bandiera)  | Gonzalo Bergessio    | 35   | 2011-2014 |
| Catanzaro       | Italia (bandiera)     | Massimo Palanca      | 37   | 1976-1981 |
| Cesena          | Italia (bandiera)     | Massimo Agostini     | 22   | 1988-1990 |
| Chievo          | Italia (bandiera)     | Sergio Pellissier    | 112  | 2002-2019 |
| Como            | Italia (bandiera)     | Vittorio Ghiandi     | 32   | 1949-1953 |
| Cremonese       | Argentina (bandiera)  | Gustavo Dezotti      | 28   | 1989-1994 |
| Crotone         | Nigeria (bandiera)    | Nwankwo Simy         | 30   | 2016-2021 |
| Empoli          | Italia (bandiera)     | Massimo Maccarone    | 28   | 2014-2017 |
| Fiorentina      | Argentina (bandiera)  | Gabriel Batistuta    | 152  | 1991-2000 |
| Foggia          | Russia (bandiera)     | Igor' Kolyvanov      | 18   | 1991-1995 |
| Foggia          | Italia (bandiera)     | Cosimo Nocera        | 18   | 1964-1967 |
| Frosinone       | Italia (bandiera)     | Daniel Ciofani       | 14   | 2015-2019 |
| Genoa           | Rep. Ceca (bandiera)  | Tomáš Skuhravý       | 57   | 1990-1995 |
| Inter           | Italia (bandiera)     | Giuseppe Meazza      | 197  | 1929-1947 |
| Juventus        | Italia (bandiera)     | Alessandro Del Piero | 188  | 1993-2012 |
| Lazio           | Italia (bandiera)     | Ciro Immobile        | 169  | 2016-2024 |
| Lecce           | Uruguay (bandiera)    | Ernesto Chevantón    | 32   | 2001-2012 |
| Lecco           | Italia (bandiera)     | Beniamino Di Giacomo | 14   | 1961-1962 |
| Legnano         | Italia (bandiera)     | Nereo Manzardo       | 11   | 1953-1954 |
| Livorno         | Italia (bandiera)     | Cristiano Lucarelli  | 73   | 2004-2010 |
| Lucchese        | Italia (bandiera)     | Ugo Conti            | 34   | 1947-1949 |
| Mantova         | Italia (bandiera)     | Angelo Sormani       | 29   | 1961-1963 |
| Messina         | Italia (bandiera)     | Arturo Di Napoli     | 24   | 2004-2007 |
| Milan           | Svezia (bandiera)     | Gunnar Nordahl       | 210  | 1948-1956 |
| Modena          | Italia (bandiera)     | Francesco Pernigo    | 28   | 1947-1949 |
| Monza           | Portogallo (bandiera) | Dany Mota            | 14   | 2022-2025 |
| Napoli          | Belgio (bandiera)     | Dries Mertens        | 113  | 2013-2022 |
| Novara          | Italia (bandiera)     | Silvio Piola         | 70   | 1948-1954 |
| Padova          | Italia (bandiera)     | Sergio Brighenti     | 50   | 1957-1960 |
| Palermo         | Italia (bandiera)     | Fabrizio Miccoli     | 74   | 2007-2013 |
| Parma           | Argentina (bandiera)  | Hernán Crespo        | 72   | 1996-2012 |
| Perugia         | Grecia (bandiera)     | Zīsīs Vryzas         | 25   | 2000-2003 |
| Pescara         | Italia (bandiera)     | Massimiliano Allegri | 12   | 1992-1993 |
| Piacenza        | Italia (bandiera)     | Dario Hübner         | 38   | 2001-2003 |
| Pisa            | Danimarca (bandiera)  | Klaus Berggreen      | 19   | 1982-1986 |
| Pistoiese       | Italia (bandiera)     | Vito Chimenti        | 9    | 1980-1981 |
| Pro Patria      | Italia (bandiera)     | Angelo Turconi       | 37   | 1947-1950 |
| Pro Vercelli    | Italia (bandiera)     | Silvio Piola         | 51   | 1929-1934 |
| Reggiana        | Italia (bandiera)     | Michele Padovano     | 17   | 1993-1995 |
| Reggina         | Italia (bandiera)     | Nicola Amoruso       | 40   | 2005-2008 |
| Reggina         | Italia (bandiera)     | Francesco Cozza      | 40   | 1999-2009 |
| Roma            | Italia (bandiera)     | Francesco Totti      | 250  | 1992-2017 |
| Salernitana     | Senegal (bandiera)    | Boulaye Dia          | 20   | 2022-2024 |
| Sampdoria       | Italia (bandiera)     | Roberto Mancini      | 132  | 1982-1997 |
| Sampierdarenese | Italia (bandiera)     | Angelo Bollano       | 28   | 1936-1940 |
| Sassuolo        | Italia (bandiera)     | Domenico Berardi     | 122  | 2013-     |
| Siena           | Italia (bandiera)     | Massimo Maccarone    | 46   | 2005-2010 |
| SPAL            | Argentina (bandiera)  | Oscar Massei         | 47   | 1959-1968 |
| Spezia          | Angola (bandiera)     | M'Bala Nzola         | 26   | 2020-2023 |
| Ternana         | Italia (bandiera)     | Nicola Traini        | 6    | 1972-1975 |
| Torino          | Italia (bandiera)     | Paolino Pulici       | 134  | 1968-1982 |
| Treviso         | Italia (bandiera)     | Marco Borriello      | 5    | 2005-2006 |
| Treviso         | Brasile (bandiera)    | Reginaldo            | 5    | 2005-2006 |
| Triestina       | Italia (bandiera)     | Nereo Rocco          | 62   | 1929-1937 |
| Udinese         | Italia (bandiera)     | Antonio Di Natale    | 191  | 2004-2016 |
| Varese          | Italia (bandiera)     | Pietro Anastasi      | 11   | 1967-1968 |
| Venezia         | Italia (bandiera)     | Francesco Pernigo    | 45   | 1939-1947 |
| Verona          | Italia (bandiera)     | Luca Toni            | 48   | 2013-2016 |
| Vicenza         | Brasile (bandiera)    | Luís Vinício         | 68   | 1962-1968 |